# Evonik Industries
Evonik Industries AG met hoofdzetel in de Duitse stad Essen is een beursgenoteerd bedrijf in de speciaalchemie. De onderneming realiseert meer dan 80 procent van haar chemieomzet uit leidende marktposities. Met een omzet van 15 miljard euro in 2021 met meer dan 33.000 medewerkers is Evonik het tweede grootste Duitse chemieconcern en is daarmee op wereldvlak één van de grote spelers in de speciaalchemie. In Marl (Duitsland) bevindt zich op het Chemiepark Marl de grootste vestiging van Evonik ter wereld. Evonik is in meer dan 100 landen actief en produceert in 27 landen.

## Achtergrond

### Oprichting
De onderneming ontstond uit de zogenaamde "witte sector" van RAG Aktiengesellschaft (RAG AG), die in 1969 als Ruhrkohle AG opgericht werd. Om beter op de internationale markten te kunnen opereren, stemde de Raad van Toezicht van RAG AG op 11 oktober 2006 in met de omvorming van de besloten vennootschap RAG-Beteiligungs-GmbH in RAG-Beteiligungs-AG, die de overeenkomstige sector van RAG Aktiengesellschaft omvatte. In september 2007 werd de naam veranderd in Evonik Industries AG en vervolgens droegen de voormalige aandeelhouders E.ON, RWE, ThyssenKrupp en ArcelorMittal hun aandelen direct of indirect voor telkens één euro over aan de nieuw opgerichte RAG-Stiftung.
De naam Evonik werd gecreëerd door Manfred Gotta. Met het uit het Latijn afgeleide prefix "Evo" legt men de associatie "stam" of "kiem", het werkwoord "evolvere" betekent "zich ontwikkelen". De nieuwe concernkleur "Deep Purple", een donkere paarse tint, staat voor de creativiteit van het nieuwe concern.

### Aandeelhoudersstructuur
In juni 2008 verwierf de Britse financiële investeerder CVC Capital Partners voor 2,4 miljard euro een aandeel van 25,01% in Evonik. Na de transactie hield de RAG-Stiftung een meerderheidsbelang van 74,99%.
In opdracht van de RAG-Stiftung zou Evonik in 2012 naar de beurs gaan, omwille van de slechte marktsituatie werd de beursgang echter uitgesteld.
Sinds 25 april 2013 worden de aandelen van Evonik op de beurs van Frankfurt verhandeld. Het aandelenkapitaal van het bedrijf is verdeeld in 466 miljoen aandelen op naam zonder nominale waarde. In mei 2016 stootte CVC zijn resterende belang in Evonik af. Nadat de RAG-Stiftung verdere aandelen uit haar eigendom heeft verkocht, is de aandeelhoudersstructuur als volgt (per 5 augustus 2021):
- 56,9%: RAG-Stiftung
- 43,1%: free float.

De aandelen maken deel uit van de MDAX-index en zijn ook opgenomen in de MSCI World aandelenindex.

## Activiteiten
Sinds 2020 is de groep opgedeeld in vijf divisies.

### Specialty Additives
Deze divisie produceert additieven en crosslinkers die bijvoorbeeld schilderwerk en vloerbedekkingen resistenter maken, het schuim in polyurethaanmatrassen stabiliseren of de viscositeit van hydraulische vloeistof over een breed temperatuurbereik handhaven.

### Nutrition & Care
In de divisie Nutrition & Care produceert het bedrijf
- Actieve ingrediënten voor diervoeding (inclusief essentiële aminozuren zoals DL-methionine voor kippenfokkerij en probiotica)
- Actieve farmaceutische ingrediënten en medische hulpmiddelen voor de mens (bv. farmaceutische polymeren zoals medicijncoatings en bioresorbeerbare implantaten of systemen voor gecontroleerde afgifte van geneesmiddelen) en
- Actieve ingrediënten voor persoonlijke verzorging (met inbegrip van amfotere oppervlakteactieve stoffen voor shampoos en douchegels), cosmetica (bv. emulgatoren, weekmakers en ceramiden) en huishoudelijke reiniging (bv. kationische oppervlakteactieve stoffen voor wasverzachters en biociden)[8]

### Smart Materials
De divisie Smart Materials produceert materialen voor verschillende toepassingen, zoals waterstofperoxide (voor het bleken van textiel en pulp), monosilaan (voor dunnefilmzonnecellen en flatscreens) en uitgangsmaterialen voor lijmen en afdichtingsmiddelen.

### Performance Materials
De divisie Performance Materials produceert o.a. een weekmaker voor PVC, alcoholaten (bv. voor de productie van biodiesel) en superabsorberende middelen voor luiers.

### Technology & Infrastructure
Deze devisie treedt op als dienstverlener voor de overige segmenten, de managementholding en voor externe klanten.
Evonik heeft haar voormalige participaties in de sectoren Energie en Immobiliën verkocht en focust zich nu op de kernactiviteit speciaalchemie.

## Corporate Responsibility
In 2008 ontwikkelde Evonik Industries haar Corporate Responsibility (CR)-strategie als vast onderdeel van de bedrijfsstrategie en bedrijfscultuur. Drie richtlijnen vormen de basis van CR van het concern:
- De gedragscode is bindend voor het hele concern en vat de belangrijkste bedrijfsprincipes en normen samen.
- De Global Social Policy verplicht de medewerkers om de basiswaarden na te leven die gestoeld zijn op internationale principes en normen.
- De VGKM-richtlijn formuleert wat het concern onder de ondernemingswaarden Veiligheid, Gezondheid, Kwaliteit en Milieu verstaat.

Evonik Industries is lid van het Global Compact van de Verenigde Naties en is bovendien gebonden aan het wereldwijde initiatief Responsible Care om de gezondheid, veiligheid, het milieu en de productverantwoordelijkheid binnen het concern continu te verbeteren. De onderneming heeft ook het Leitbilds für verantwortliches Handeln in der Wirtschaft (Code of Responsible Conduct for Business) ondertekend. Het jaarlijkse CR-Bericht van Evonik richt zich naar de normen van het Global Reporting Initiatief (GRI).
Wegreen beoordeelt de duurzaamheid van Evonik met "middelmatig" (3,0).

## Sponsoring
Sinds het voetbalseizoen 2006/2007 is Evonik (aanvankelijk RAG Aktiengesellschaft) hoofdsponsor van de club Borussia Dortmund (BVB) uit de Duitse Bundesliga. Deze overeenkomst werd diverse malen vernieuwd en op 27 juni 2014 maakten BVB en Evonik bekend dat het sponsorcontract tot 30 juni 2025 wordt verlengd. Daarnaast komt Evonik in het bezit van 9,06% van het aandelenkapitaal van Borussia Dortmund GmbH & Co. KGaA. In augustus 2014 werd besloten tot een kapitaalverhoging van Borussia Dortmund GmbH & Co. KGaA. Evonik nam hier aan deel en is met 14,78% de grootste aandeelhouder van de enige beursgenoteerde voetbalclub in de Duitse eerste klasse.
Op de borst van de BVB-spelers prijkte in de overgangsperiode tot aan de bekendmaking van de nieuwe naam Evonik in september 2007 alleen maar een uitroepteken van de kunstenaar Otmar Alt. Naar aanleiding van de nieuwe naam voor de afgescheiden tak van RAG Aktiengesellschaft in Evonik werden aan de meer dan 50.000 abonnees in het seizoen 2007/2008 gratis voetbaltruitjes (thuistruitje) met het nieuwe Evonik-logo uitgedeeld.
Evonik is ook hoofdsponsor van de Ruhrfestspiele in Recklinghausen en van de non-profitorganisatie Rebikoff-Niggeler op de Azoren, die de duikboot Lula 1000 inzet voor onderzoek. De koepel van deze duikboot is gemaakt uit plexiglas.

## Donaties aan partijen
Met donaties van in totaal aan 2,5 miljoen euro aan de CDU, CSU, FDP, SPD en de Groene partij is Evonik één van de grootste partijdonoren in Duitsland.

## Antwerpen
In 1968 opende het Duitse chemisch bedrijf Degussa een productiefabriek langs het net gegraven Kanaaldok. In Antwerpen werden gespecialiseerde chemieproducten gemaakt, dat terugkomt in tal van uiteenlopende eindproducten als verf, airbags, deodorant en schoenzolen. De fabriek startte met ongeveer 500 werknemers.
Op 11 januari 2013 maakte Evonik bekend dat het zijn activiteiten in de Antwerpse haven verder uitbreidt. Evonik Industries gaat de productie van MTBE (methyl-tert-butylether) met meer dan 75.000 ton uitbreiden. MTBE is een component die het octaangehalte van brandstoffen verhoogt, wat tot een betere verbranding ervan leidt. Ook komt er, naast de bestaande C4-site, een nieuwe installatie voor de productie van 1,3-butadieen, een product dat eigenschappen zoals de stijfheid van rubber en kunststoffen beïnvloedt, bijvoorbeeld in banden, schoenzolen en tapijtbodems.
Eind 2013 sloot Evonik de renovatie van zijn hoofdgebouw in Antwerpen af. Blikvanger is de architectuur van de voorgevel: 116 LED-strips die in kleur kunnen oplichten.
In juni 2019 werd een vernieuwde installatie voor de productie van pyrogene silica in gebruik genomen. Dit product wordt o.a. gebruikt in tandpasta, medicijntabletten en verfcoatings.